# Bubunan
Bubunan is een bestuurslaag in het regentschap Buleleng van de provincie Bali, Indonesië. Bubunan telt 3422 inwoners (volkstelling 2010).